# Tolvskillingsoperan (film)
Tolvskillingsoperan (originaltitel: Die 3 Groschen-Oper) är en tysk dramatisk musikalfilm från 1931 i regi av Georg Wilhelm Pabst. Den är baserad på Bertolt Brechts musikpjäs Tolvskillingsoperan som uruppfördes 1928 i Berlin, men följer inte helt den ursprungliga historien och använder inte alla musikstycken i pjäsen. Filmens svenska premiär ägde rum i januari 1932 på biograf China i Stockholm. Pabst kom också att spela in en fransk version av filmen kallad L'opéra de quat'sous med Albert Préjean i huvudrollen.

## Rollista
- Rudolf Forster - Mackie Messer
- Carola Neher - Polly
- Reinhold Schünzel - Tiger-Brown, polischef
- Fritz Rasp - Peachum
- Valeska Gert - Frau Peachum
- Lotte Lenya - Jenny
- Hermann Thimig - pastor
- Ernst Busch - gatusångaren
- Vladimir Sokoloff - Smith, fångvakt
- Paul Kemp - gangster
- Gustav Püttjer - gangster
- Oskar Höcker - gangster